# Jakobuskirche (Memel)
Die Jakobuskirche (litauisch Šv. Jokūbo bažnyčia; bis etwa 1919 St. Nikolaikirche, auch Litauische Kirche, Landkirche) war eine evangelische Kirche in Memel (Klaipėda) in Ostpreußen und Litauen von etwa 1252 bis 1945.

## Geschichte

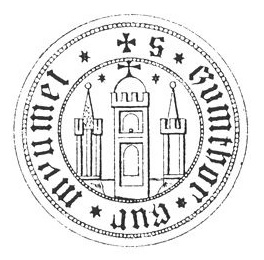
Siegel des Komturs von Memel von 1409, mit Kirchtürmen bzw. Kuppel von St. Johannis, St. Marien und St. Nikolai (von links nach rechts)

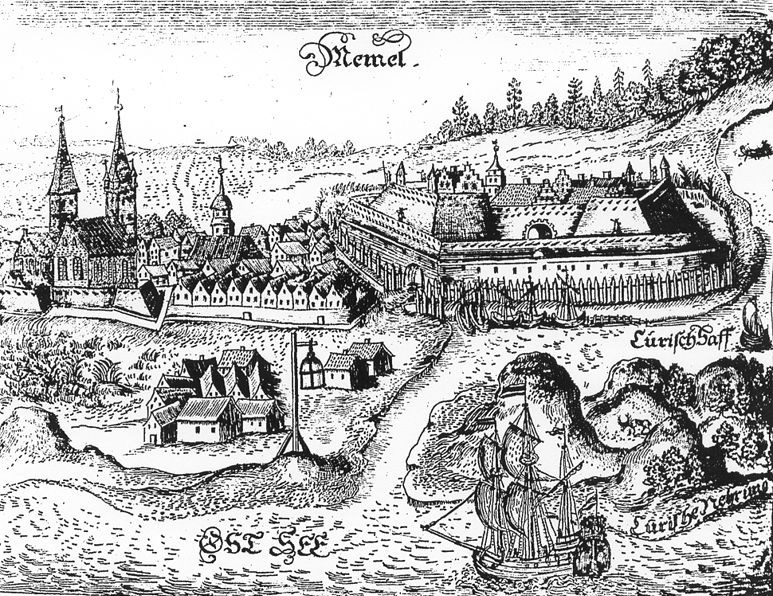
Memel vor 1685, mit Johannis- und Nikolaikirche (von links)

Die Kirche St. Nikolai wurde wahrscheinlich bald nach der Eroberung der Burg Memel durch den Livländischen Orden 1252 als erste Pfarrkirche der entstehenden Stadt gegründet. 1258 wurde ihr die neu erbaute Kirche St. Johannis als Tochterkirche unterstellt. Die Nikolaikirche war vor allem für die prußisch- und kurischsprachige, später auch die litauische Bevölkerung der Stadt und zahlreicher Dörfer der Umgebung eingerichtet, während die Johanniskirche für die deutschsprachigen Bürger war. Die Predigten wurden im Mittelalter offenbar in deutscher Sprache gehalten und von Tolken in die einheimischen Sprachen übersetzt.
Seit etwa 1525 war die Kirche  evangelisch. 1620 wurde eine eigene litauische Gemeinde gebildet. Nach den Zerstörungen durch schwedische Truppen wurde 1686 bis 1687 eine neue Kirche an einem neuen Standort gebaut.
1821 wurde festgelegt, dass erst ein Gottesdienst in deutscher, dann einer in litauischer Sprache gehalten werden soll. (Möglicherweise bestand diese Praxis schon davor.) Nach dem Stadtbrand von 1854 wurde 1855 eine neue Kirche nach Plänen von Friedrich August Stüler gebaut. 1858 wurde die Nikolaikirche zur Landkirche für die umliegenden Dörfer bestimmt, während die Johanneskirche zur Stadtkirche wurde.
Nachdem die Stadt Memel 1919 zum neuen litauischen Staat gekommen war, wurde sie in Jakobuskirche umbenannt. Es gab dort weiterhin eine deutschsprachige und eine litauischsprachige evangelische Gemeinde. Noch 1938 gab es eine deutsche und eine litauische Konfirmandengruppe.
1944/45 wurde die Kirche schwer beschädigt und die Reste 1945 beseitigt.

## Architektur
Das Gebäude von 1855 war ein breiter Saalbau im neoklassizistischen Stil nach Plänen von Friedrich August Stüler. Die Außenwände waren weiß gestrichen. Es gab keinen Turm, die drei Glocken waren an der Eingangsseite auf dem Dach angebracht.
Im Inneren gab es einen Altar, eine Kanzel, einen Taufstein, sowie Kirchengestühl. Die Orgel von Friedrich Ladegast von 1858 hatte 44 Register mit drei Manualen und Pedal.